# Dimitri Verhulst
Dimitri Verhulst (Aalst, 1972) és un escriptor i poeta belga. Les seves obres han estat traduïdes a més d'una vintena de llengües i han estat guardonades amb diversos premis literaris. A més, algunes han estat adaptades al cinema i al teatre.

## Biografia
Verhulst va néixer en una família desestructurada i va passar part de la seva infància en un centre d'acollida.
El 1991 va començar la carrera de filologia germànica a la Universitat de Gent, però en va quedar tan decebut que la va deixar al cap de tres setmanes. Després d'haver treballat un temps en una fàbrica tèxtil a Sint-Niklaas, el 1993 va reprendre els estudis, aquesta vegada optant per història de l'art, però la manca de recursos econòmics va fer que també els hagués de deixar. A partir de llavors va treballar de repartidor de pizza, guia turístic, netejador d'excrements de coloms a diverses esglésies i animador d'hotels, entre d'altres.
La seva carrera literària va començar oficialment el 1999 amb la publicació de la seva primera novel·la, De kamer hiernaast, i des de llavors ha publicat nombrosos llibres i ha esdevingut un escriptor de renom internacional.

## Obra
El 1999, any de publicació de la seva primera novel·la (De kamer hiernaast), Verhulst ja tenia un feix considerable d'escrits al calaix. La seva obra inèdita inclou obres de teatre (Sterven voor Beginnelingen, Schetsen van angst & vrees i Tatoeages), així com el recull d'històries Assevrijdag, que va editar ell mateix el 1994 i al qual només van tenir accés alguns amics i coneguts.
De kamer hiernaast (1999) és un recull d'històries sobre els seus anys d'adolescència i joventut, i va ser nominat al Premi Literari NRC. La seva segona novel·la, Niets, niemand en redelijk stil (2000) també està inspirada en la seva joventut. De verveling van de keeper (2002), en canvi, marca un punt d'inflexió en què el caràcter autobiogràfic, fins llavors un element dominant en la seva obra, perd força per deixar lloc a una marcada implicació social i política. Entre aquestes dues novel·les, Verhulst va publicar el recull de poemes Liefde, tenzij anders vermeld (2001).
Verhulst va conèixer el seu primer gran èxit amb Problemski hotel (2003), una història ambientada en un centre de refugiats a Arendonk (Bèlgica) que fou traduïda a més de deu llengües i portada a la gran pantalla pel director Manu Riche el 2015. Tres anys més tard es va publicar el seu gran clàssic, De helaasheid der dingen (2006), del qual es van vendre 200.000 exemplars. A més, la novel·la va rebre el premi del públic dels premis literaris Gouden Uil, va ser nominada als Premis Literaris Libris i AKO, i va inspirar la pel·lícula amb el mateix títol del celebrat director belga Felix Van Groeningen (2008).
També el 2006 va veure la llum Mevrouw Verona daalt de heuvel af, una història d'amor escrita amb un estil puntillista, i el 2008 va aparèixer l'amarg Godverdomse dagen op een godverdomse bol, que va rebre el premi de literatura Libris. El 2010 es va publicar De laatste liefde van mijn moeder, un retorn a l'estil autobiogràfic que caracteritza les seves primeres novel·les.
De laatkomer (2013), del qual es van vendre 75.000 exemplars, també va inspirar una pel·lícula, a més de ser adaptat al teatre i traduït arreu del món. El 2014 es va publicar la seva novel·la Kaddisj voor een kut, i el 2015 Verhulst va escriure el "Boekenweekgeschenk 2015" (el "regal de la setmana del llibre"), titulat De zomer hou je ook niet tegen.
Les seves últimes novel·les, Het leven gezien van beneden i Spoo Pee Doo, van ser publicades el 2016, seguides del poemari Stoppen met roken in 87 gedichten el 2017.

## Premis
- 1999 - Nominació al Premi Literari NCR per De kamer hiernaast.
- 2001 - Nominació al Premi Buddingh per Liefde, tenzij anders vermeld.
- 2007 - Nominació al Premi de Literatura AKO per Mevrouw Verona daalt de heuvel af.
- 2007 - Premi del públic Gouden Uil per De helaasheid der dingen.
- 2008 - Premi Inktaap per De helaasheid der dingen, premi literari juvenil de Flandes, els Països Baixos i Surinam.
- 2009 - Millor Llibre 2008 Humo's Pop Poll per Godverdomse dagen op een godverdomse bol.
- 2009 - Premi de Literatura Libris per Godverdomse dagen op een godverdomse bol.
- 2014 - Millor Llibre 2013 Humo's Pop Poll per De laatkomer.
- 2015 - Premiat amb el Tzumprijs per la frase literària més bonica de l'any anterior. La frase és de la novel·la Kaddisj voor een kut i diu així: «El teu pentinat, en la mesura en què d'allò se'n pogués dir un pentinat, feia pensar molt en un d'aquells jardins ecològics tan populars en aquella època, on cada intervenció humana es considerava un crim contra la natura» (traducció inèdita de Gemma Vilanova).[2]